# 2012年世界男子冰球錦標賽
2012年世界男子冰球錦標賽為國際冰球總會所主辦的第76屆賽事。共有46個國家與地區代表隊參加4個級別的賽事。

## 錦標賽
| A組 - 芬兰 - 加拿大 - 美国 - 瑞士 - 斯洛伐克 - 白俄羅斯 - 法國 - — 降級至2013年第一級A組 | B組 - 俄羅斯 - 冠軍 - 瑞典 - 捷克 - 德国 - 挪威 - 拉脫維亞 - 丹麦 - 義大利 — 降級至2013年第一級A組 |

## 第一級
| A組 - 斯洛維尼亞 — 升級至2013年的錦標賽 - 奥地利 — 升級至2013年的錦標賽 - 匈牙利 - 日本 - 英國 - 乌克兰 — 降級至2013年第二級B組 | B組 - — 升級至2013年第二級A組 - 波蘭 - 荷蘭 - 羅馬尼亞 - 立陶宛 - — 降級至2013年第二級A組 |

## 第二級
| A組 - 西班牙 - 爱沙尼亚 — 升級至2013年第一級B組 - 新西兰 — 降級至2013年第二級B組 - 塞爾維亞 - 冰島 | B組 - 比利时 - 升級至2013年第二級A組 - 中國 - 墨西哥 - 保加利亚 - 以色列 - 南非 — 降級至2013年第三級 |

## 第三級
- 愛爾蘭
- 土耳其 — 升級至2013年第二級B組
- 盧森堡
- 希腊
- 蒙古国

## 外部連結
- 國際冰球總會（页面存档备份，存于）